# Tanabata
Tanabata (七夕, bogst. syvende aften eller 棚機, Vega) er en japansk tradition og fest, der fejres hvert år 7. juli. Oprindelig blev den fejret på den syvende dag i den syvende måned i månekalenderen.
På denne dag mødes de to stjerner Vega (stjernebilledet Lyren) og Altair (stjernebilledet Ørnen) på himmelen. Ifølge gamle kinesiske overleveringer (kinesisk 七夕, pinyin qixi) forestiller de to stjerner et kærestepar, der resten af året er adskilt af Mælkevejen. 

## Baggrund
Tanabata er af kinesisk oprindelse og minder om en kvæghyrde (kinesisk 牛郎, niú láng, japansk 彦星, 'Hikoboshi, dansk mandlig stjerne) og en væverske (kinesisk 织女 eller 織女, zhī nǚ, japansk 織姫, Orihime, dansk væverprinsesse), der blev forvist til at opholde sig på hver sin side af mælkevejen, fordi deres kærlighed påvirkede deres arbejde for meget.
Den mest almindelige udgave af historien lyder at Orihime, himmelgudens datter, var en flittig væverske. For at give hende afveksling fra arbejdet blev hun gift med kvæghyrden Hikoboski af hendes far. De var så forelskede, at de begge glemte deres arbejde. Kvæget blev sygt, og himmelguden fik ikke mere nyt tøj. Det blev han så sur over, at han forviste Hikoboski til den anden side af den store flod (Mælkevejen). Men fordi de stadig ikke kunne arbejde af sorg, fik de lov til at mødes en gang om året - til tanabata. Hvis det regner på denne dag, er floden for bred og for dyb og kan ikke krydses.
I astronomisk forstand er Vega (Orihime) og Altair (Hikoboshi) stjerner i vores galakse, Mælkevejen. Ved siden af dem markerer stjernen Deneb i stjernebilledet Svanen en mørk "bro" over Mælkevejen. De tre lyse stjerner udgør sammen Sommertrekanten, der er på sit højeste i august, hvor festen oprindelig fandt sted.

## Fejring
Om aftenen 7. juli opsættes der bambusgrene, hvor man ophænger sedler med ønsker i håb om, at de går i opfyldelse.
Den japanske by Sendai er særligt kendt for sin farverige tanabata-fest, der dog først en måned senere fra 6. til 8. august. Som optakt til festlighederne afholdes et stort japansk fyrværkeri om aftenen 5. august, der kan ses over parken Nishi-koen.
Også Hiratsuka er kendt for sin farverige tanabata-fest.